# Dagblad Zaanstreek
Dagblad Zaanstreek is in 1992 voortgekomen uit de fusie van uitgeversmaatschappij Damiate en de Verenigde Noordhollandse Dagbladen.
De oplage bedraagt plusminus 21.000 abonnees. Dagblad Zaanstreek verschijnt in de gemeenten Zaanstad, Oostzaan en Wormerland.
Tot 1992 verschenen in de Zaanstreek De Typhoon (Damiate) en De Zaanlander (Verenigde Noordhollandse Dagbladen).
Dagblad Zaanstreek is een editie van het Noordhollands Dagblad, dat wordt uitgegeven door Mediahuis Nederland, voorheen HDC Media.